# Бяло кале
Вижте пояснителната страница за други значения на Белград.
Бяло кале е името на средновековна крепост в Родопите. Крепостта е разположена на скалистия склон на Бяла река. Основната сграда, от която са останали значителни останки, е кулата, която се издига в центъра на заграждението.
Кулата има дебелина от 8 м, а основата и представлява правоъгълник със страни 11 и 9 метра. Стената на кулата е изградена от камъни, свързани с хоросан, като общата дебелина на стената е над 1,5 метра. Бяло кале е била построена, за да бъде охраняван пътя, който минава по долината на Бяла река. Този път се е използвал, за да се стигне до източната част на Тракия.
При археологически разкопки и проучвания в околността на крепостта са открити монети, за които се смята, че са сечени по времето на Александър Македонски. Открити са също и множество златни монети от Средновековието. В близост до крепостта се намират малки селища, повечето от които са обезлюдени.
В района на Бяло кале се намират местности, които са обявени за райони от особено значение за опазването на птичия свят.